# Thái Lan năm 2016
Năm 2016 là năm thứ 235 của Vương quốc Rattanakosin tại Thái Lan. Đây là năm trị vì thứ 71 và cuối cùng của Vua Bhumibol Adulyadej (Rama IX), năm trị vì đầu tiên của Vua Vajiralongkorn (Rama X). Nó được xem là năm 2559 theo Phật lịch.

## Đương nhiệm
- Vua:
  - Đến ngày 13 tháng 10 : Bhumibol Adulyadej
  - Từ ngày 13 tháng 10 : Vajiralongkorn
- Vương tử: 
  - Đến ngày 13 tháng 10 : Vajiralongkorn
- Thủ tướng: Prayut Chan-o-cha
- Tăng Thống tối cao: (trống)

## Sự kiện

### Tháng 1
- Ngày 29 tháng 1 – the CC công bố bản soạn thảo hiến pháp mới và gửi đến NRC để phê duyệt.

### Tháng 5
- Ngày 9 tháng 6 – Lễ kỷ niệm 70 năm ngày Bhumibol Adulyadej lên ngôi.

### Tháng 10
- Ngày 13 tháng 10 – Vua Bhumibol Adulyadej băng hà tại Bệnh viện Siriraj ở Băng Cốc hưởng thọ 88 sau 70 năm trị vì. Thời gian để tang một năm được tuyên bố vào ngày hôm sau. Con trai ông, Vương tử Maha Vajiralongkorn, trở thành Quốc vương mới của Thái Lan.